# أرخص بالدزينة (فلم 1950)
أرخص بالدزينة (بالإنجليزية: Cheaper by the Dozen) هو فيلم كوميدي أمريكي اُخرج عام 1950 يستند إلى كتاب السيرة الذاتية أرخص بالدزينة (1948) لفرانك بنكر جيلبريث جونيور وإرنستين جيلبريث كاري. يصف الفيلم والكتاب نشأتهما في عائلة لديها 12 طفلاً، في مونتكلير، نيو جيرسي. يأتي العنوان من إحدى نكات جيلبريث المفضلة، والتي ظهرت في الفيلم، أنه عندما كان هو وعائلته يقودون سيارتهم وتوقفوا عند ضوء أحمر، كان أحد المشاة يسأل: "مرحبًا يا سيد! كيف حصلت على الكثير من الأطفال ؟ " كان جيلبريث يتظاهر بالتفكير في السؤال بعناية، حتى تحول الضوء الاشارة إلى اللون الأخضر، يرد عليه قائلًا: «حسنًا، انهم ارخص بالدزينة، كما تعلم،» وانطلقوا.
استمرت قصة عائلة جيلبريث في كتاب "اجراس على أصابع أقدامهم"، الذي تم تحويله الى فيلم في عام 1952، مع بعض الممثلين الأصليين.

## الحبكة
الوالدان خبير في دراسة الوقت والحركة والكفاءة فرانك بنكر جيلبريث الأب وعالمة النفس ليليان مولر جيلبرث. يعرض الفيلم نموذج الحياة الأسرية التقليدية  في عشرينيات القرن الماضي ، ولكن مع 12 طفلاً وتربية بكفاءة . يستخدم فرانك أساليب تعليمية غير تقليدية على أطفاله ، وهناك تحدث اشتباكات بين الوالدين والأطفال.
في النهاية، تم إرسال فرانك في جولة محاضرة إلى أوروبا، متوقعًا زيارة براغ ولندن. اتصل بـ ليليان من المحطة لكن الخط فُصل جراء اصابته بنوبة قلبية. بعد وفاة فرانك المفاجئة، تتفق العائلة على أن ليليان ستستمر في عمل زوجها، بدءًا من إلقاء محاضراته في أوروبا ؛ وهذا يمكّن الأسرة من البقاء في منزلهم، بدلاً من الانتقال إلى منزل جدتهم في كاليفورنيا، على الرغم من أنه مع وجود أم عاملة أرملة ودخل واحد، يتعين على الأطفال تحمل مسؤوليات أكبر بكثير.

## الممثلين
- كليفتون ويب في دور فرانك بنكر جيلبريث (والد)
- ميرنا لوي في دور السيدة ليليان جيلبريث (أم)
- جين كرين في دور آن جيلبريث
- باربرا بيتس في دور إرنستين جيلبريث
- بيتي باركر في دور ماري جيلبريث
- باتي برادي في دور مارثا جيلبريث
- نورمان أوليستاد في دور فرانك جيلبريث جونيور.
- كارول نوجنت في دور ليلي جيلبريث
- جيمي هانت في دور ويليام جيلبريث
- أنتوني سيديس في دور فريد جيلبريث
- تيدي درايفر في دور دان جيلبريث
- رودي مكاسكيل في دور جاك جيلبريث
- والتر بالدوين في دور جيم براكين
- سارة الجود في دور السيدة موناهان
- إيفلين فاردن في منصب مديرة المدرسة
- إدغار بوكانان في دور الدكتور بيرتون
- ميلدريد ناتويك في دور السيدة ميبان
- كريج هيل في دور توم
- بيتي لين في دور ديبورا لانكستر

## مقارنة بالحياة الواقعية
ترتيب الولادة الذي يصور فيه فيلم أرخص بدزينة بعض الأطفال ليس هو نفس الترتيب الذي ولد به أطفال جيلبريث الحقيقيون. على سبيل المثال، يظهر روبرت (الذي ولد عام 1920) على أنه ولد عام 1922، باعتباره آخر طفل بعد جين (التي ولدت عام 1922). تم عكس ذلك في تكملة الفيلم.
في الحياة الواقعية، توفيت ماري، وهي الطفلة الثانية، عام 1912 عن عمر يناهز 5 سنوات. ومع ذلك، في فيلم أرخص بالدزينة، تم وضع ماري كطفل ثالث بعد إرنستين، ولديها سطور قليلة أو معدومة.
كان كل من فرانك وليليان جيلبريث شخصيات مهمة في الحياة الواقعية.  يعلق راوي القصة الصوتي في نهاية الفيلم الجمهور أن ليليان أصبحت خبيرة الكفاءة الرائدة في العالم ولقبت بامرأة العام في عام 1948، وهو لقب منحه نادي القرن العشرين في بوفالو.

## النقد
كانت المراجعات من النقاد إيجابية في الغالب. كتب بوسلي كروثر من صحيفة نيويورك تايمز أن «كل هذا يضيف إلى الترفيه نوع واسع وصاخب وبريء». وصفتها شركة "فرايتي" الاعلامية ب «الكثير من المرح» مع «الكثير من الفكاهة، وما يكفي لإرضاء أي جمهور». وصفتها تقارير هاريسون بأنها «مسلية بشكل مبهج» مع الكوميديا «التي تحافظ على ضحكة مكتومة طوال الوقت وفي بعض الأحيان تصل إلى أبعاد مرحة». «الترفيه الخفيف الممتع»، تعليق نشرته نشرة الفيلم الشهرية. كان جون مكارتن من أقل حماسًا، حيث كتب «نظرًا لعدم حدوث الكثير من الجدل، فلا توجد أي دراما، وتتلخص الكوميديا في عرض الحياة الاعتيادية المنزلية في أمريكا».

## مواقع خارجية
أرخص بالدزينة على اي ام بي دي
أرخص بالدزينة على روتين تومايتوز
أرخص بالدزينة على الل موڤيز
أرخص بالدزينة على تيرنر كلاسيك موڤيز
أرخص بالدزينة على كاتلوج مؤسسة الأفلام الأمريكية